# Tamariszkuszposzáta
A tamariszkuszposzáta (Curruca mystacea, egyes rendszertanokban Sylvia mystacea) a Curruca (vagy a Sylvia) nemzetségbe besorolt, délnyugat-ázsiai elterjedésű madárfaj. A fajt 1832-ben Édouard Ménétries francia zoológus írta le, elnevezése több nyelven – így angolul és franciául is – az ő emlékét őrzi. Közeli rokonságban áll a Földközi-tenger medencéjében élő szardíniai poszátával (Curruca melanocephala), megjelenésében is hozzá hasonlít.

## Leírása
A kifejlett egyedek testhosszúsága 12–14 cm, szárnyfesztávolsága 15–19 cm, súlya pedig körülbelül 9-11 gramm. Aránylag hosszú farkuk feketés színű – kivéve a szélső tollakat, melyek fehérek –, és gyakran tartják felmeresztve, máskor oldalirányban billegtetik. Csőrük más poszátafajokhoz mérten viszonylag erős és sötét színű, rózsaszínes folttal a tövénél. Szemük körül halvány színű, csupasz gyűrű található.
Több alfaja ismert, melyek közül a törzsalak, a C. m. mystacea hímjeinél a test felső része sötétszürke, testaljuk pedig fehéres, fehér bajusz alatti csíkkal, rózsaszínes torokkal és mellekkel. Sötét sapkájuk a fej elülső részén szinte fekete, de színe hátul halványabbá válik és beleolvad a tarkó szürkéjébe; ebben eltér a szardíniai poszátától, melynek a sapkája teljesen koromfekete a sapkája. Vállevezőik meglehetősen egyszínűek, ellentétben a szardíniai poszátával, amelynek e tollai sokkal nyilvánvalóbban sötét középső sávval és halvány szélekkel rendelkeznek.

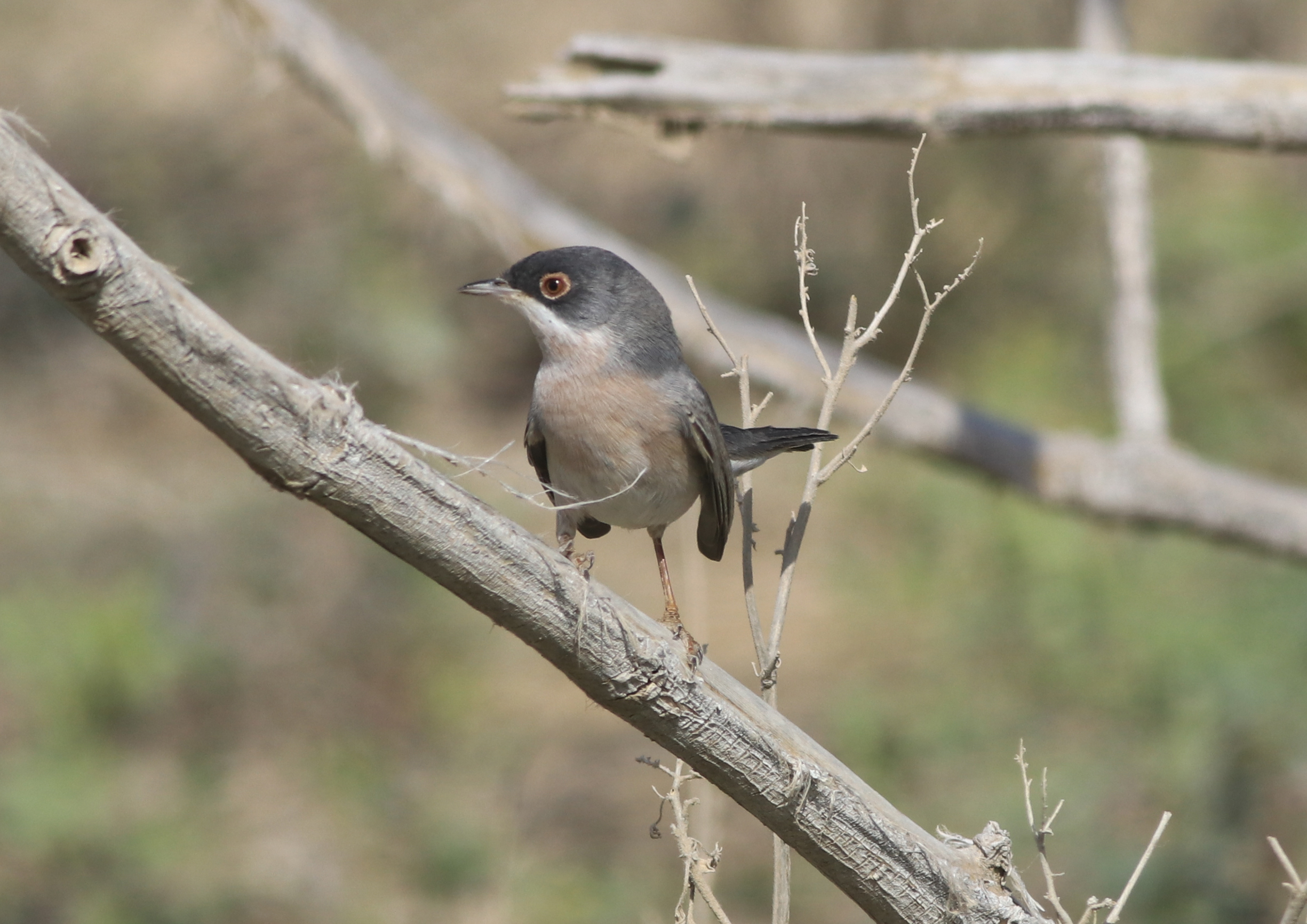
Tamariszkuszposzáta az Egyesült Arab Emírségekben

A nyugati alfaj, a S. m. rubescens felsőteste a törzsalakéhoz képest halványabb szürke, illetve a rózsaszín színezet is a test alsó részen fakóbb vagy teljesen hiányzik. A keleti alfaj, a C. m. turcmenica felül ugyancsak halványabb szürke, alul pedig halványabb rózsaszín, mint a törzsalak, de hosszabb a szárnya, mint a többi alfajnak. Költési időszakon kívül a hímek színezete minden alfaj esetében tompábbá, barnásabbá válik, kevésbé karakteres sapkával.
A tojók felsőteste szürkés homokszínű, testaljuk sárgásfehér, hasonlóan a szardíniai és a bajszos poszáta tojóihoz, de nagyobb a kontraszt a hátuk sápadt és a farkuk sötét színe között. Az első éves hímek még jobbára a tojókhoz hasonlóak, de torkukon és mellükön a rózsaszínű színezés már megjelenhet.
Hangja olykor durvább, zümmögésszerű hívóhang, olykor verébszerű csicsergés. A hím nászdala visszafogott csicsergésszerű ének, melyben keverednek a dallamosabb részek és az élesebb hangok; ezt gyakran repülés közben is hallatják.

## Elterjedése
Vonuló madár, fő fészkelőterületei Délnyugat-Ázsiában fekszenek, és nyugatabbra, főleg Északkelet-Afrikában telel. A törzsalak elterjedési területe az oroszországi Kaszpi-tenger vidékétől Grúzián, Örményországon, Azerbajdzsánon és Törökország legkeletibb részén át egészen Irán északi részéig nyúlik. A rubescens alfaj Délkelet-Törökországban, Szíriában, Irakban, Nyugat-Iránban és esetleg Libanonban költ, míg a turcmenica alfaj Irán északkeleti részétől keletre a közép-ázsiai Szir-darja völgyéig és a pakisztáni Beludzsisztán régióig fordul elő.
A telelőterület jellemzően Dél-Iránt, az Arab-félszigetet és Északkelet-Afrikát foglalja magában, Szudántól Szomáliáig. Kis számban átvonul Izraelen és Jordánián, Európából – Olaszországból, Görögországból és Magyarországról –, valamint Nigériából és Nigerből pedig kóborló példányokat regisztráltak.

### Magyarországi előfordulása
Első hazai előfordulását 2024. november 1-jén regisztrálták a Szeged melletti Fehér-tónál, a Magyar Madártani és Természetvédelmi Egyesület (MME) Csongrád Megyei helyi Csoportjának gyűrűzőtáborában, ahol egy fiatal, abban az évben kelt, kóborló példányát fogták be, majd engedték szabadon. Amennyiben az MME Nomenclator Bizottsága hitelesíti az adatot – ez az észleléstől, illetve annak dokumentálásától számítva, jellemzően hosszabb időt is igénybe vehet –, a tamariszkuszposzáta Magyarország madárfaunájának 427. faja lehet.

## Életmódja
Bozótosban, nyíltabb erdőben, művelt területeken és kertekben is előfordul, száraz, kontinentális éghajlatú területeken. Jellemzően sztyeppvidékeken, hegyoldalakon és folyók mentén mozog, és gyakran lehet vele találkozni tamariszkuszbokrok környékén – több nyelven, így magyarul és németül is erre utal a neve. A bokrok levelei és ágak között bujkálva kutat rovarok és más gerinctelen állatok után, jellemzően a felsőbb ágaktól kezdve és lefelé haladva. Más poszátafélékhez hasonlóan nem válogatós, bogyókkal és magvakkal is táplálkozik.

## Szaporodása
Csésze alakú fészkét a sűrű aljnövényzetben építi, a talajszinttől általában kevesebb, mint egy méteres magasságban. A fészek apróbb gallyakból, növényi szárakból és fűszálakból, keskenyebb levelekből készül, bélelésére leginkább tollakat és szőrt használ. Fészekalja négy vagy öt, fényes fehér színű, barna foltokkal tarkázott tojásból áll, amik 11-13 nap alatt kelnek ki. A tojások kiköltésében és az utódok gondozásában mindkét nem részt vesz. A fiókák a kikeléstől számítva 10-11 nap alatt elérik a röpképes kort, ezután elhagyják a fészket. Egy pár egy költési időszak alatt általában két fészekaljat nevek.

## Képek

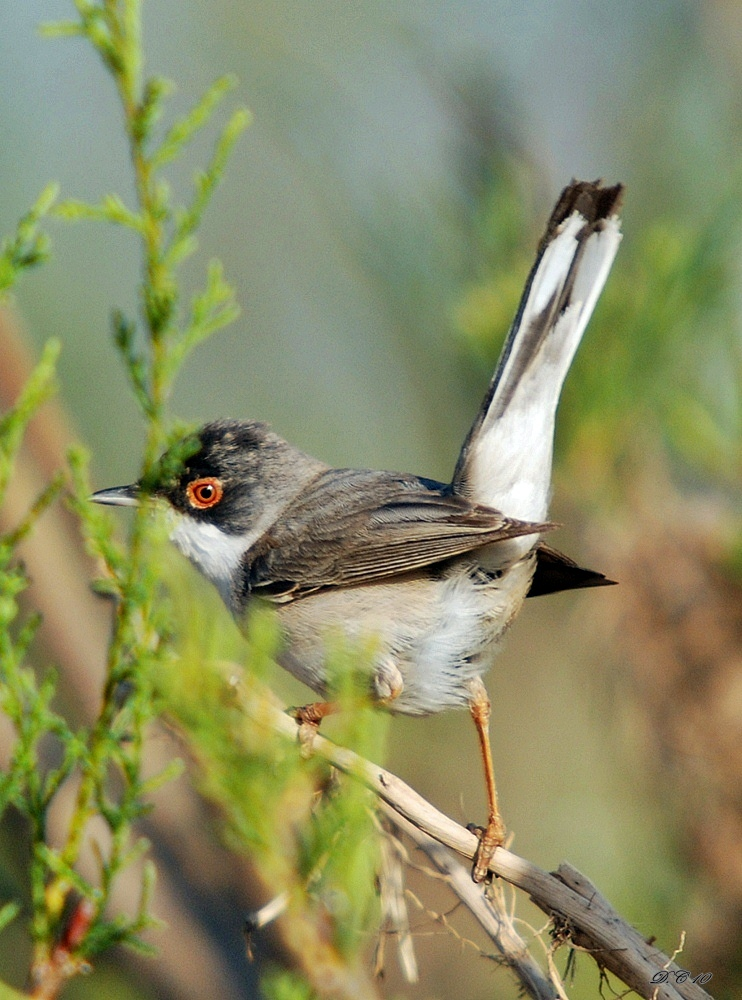
Gyakori testtartása felmeresztett faroktollakkal
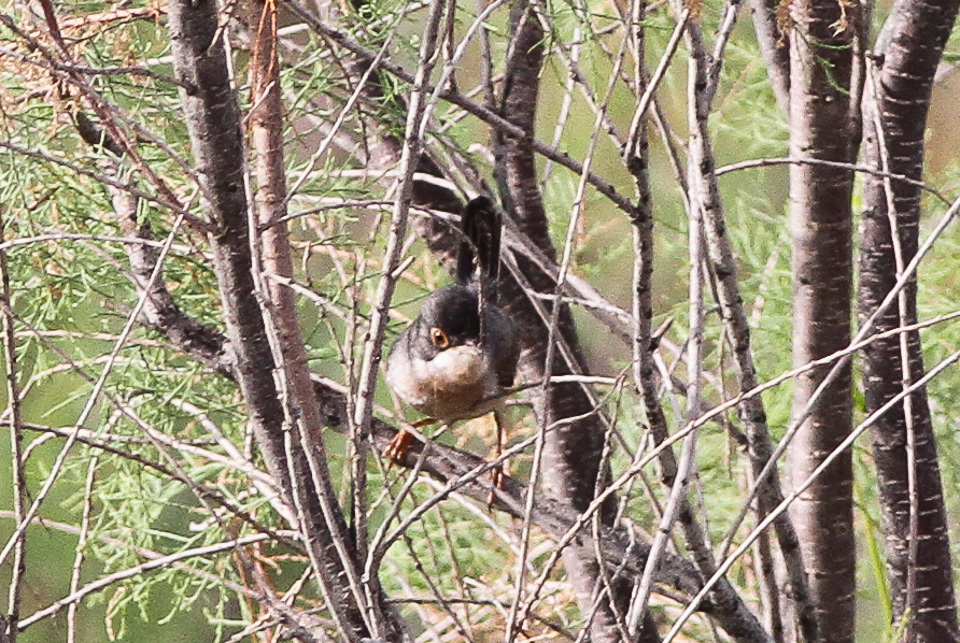
Ágak közt bujkáló egyede
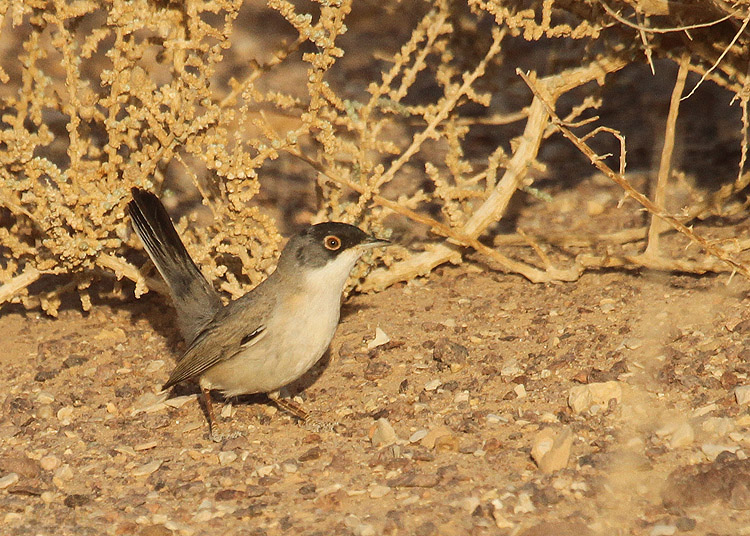
Izraeli példánya

## Fordítás
Ez a szócikk részben vagy egészben  a   Menetries's warbler című angol Wikipédia-szócikk fordításán alapul.  Az eredeti cikk szerkesztőit annak laptörténete sorolja fel. Ez a jelzés csupán a megfogalmazás eredetét és a szerzői jogokat jelzi, nem szolgál a cikkben szereplő információk forrásmegjelöléseként.